# Clint Miller
Isaac Clinton „Clint“ Miller (* 24. Mai 1939 in Ferguson, North Carolina) ist ein amerikanischer Politiker, Jurist und Rockabilly-Musiker.

## Leben und Wirken
Miller wuchs mit sechs Geschwistern in einfachen Verhältnissen auf. Er begann während seiner Schulzeit in Woodstock, Virginia mit Freunden zu singen und ließ sich dabei von Country-Größen wie Eddy Arnold oder Carl Smith beeinflussen. In Washington, D.C. konnte er seine Sangeskünste im Lokalfernsehen zeigen.
Im Herbst 1957 unterzeichnete er einen Vertrag bei ABC-Paramount, die vergeblich versucht hatten, die Masterbänder des gerade von Johnny Faire eingespielten Rockabilly-Songs Bertha Lou von dessen Produzenten Kenny Babcock von Surf Records zu erwerben. ABCs A&R-Manager Don Costa entschied daher, mit Miller als Sänger den Titel im New Yorker Bell Sound Recording Studio einzuspielen, der zusammen mit dem Original Anfang Dezember 1957 auf den Markt kam und aufgrund einer geschickten Promotion unter anderem über Dick Clarks Show American Bandstand mit einem 79. Platz der Billboard-Charts erheblich erfolgreicher wurde. Als B-Seite wurde der Carl-Smith-Hit Doggone It Baby, I’m in Love aus dem Jahr 1954 gecovert. Clint konnte auch weiterhin regelmäßig im Fernsehen auftreten und gehörte zum Programm der regelmäßigen Country-Tanzveranstaltung Town and Country Jamborees in Washington.
Im Juni 1958 ergab eine zweite Aufnahmesession Material für zwei Singles, darunter der tanzgeeignete, etwas poppigere Teenage Dance und mit Polka Dotted Poliwampus ein Novelty-Answer-Song auf Sheb Wooleys Purple People Eater. Nach einer Single für Big Top Records ging Miller zum New Yorker Label Headline Records, wo er zwischen 1959 und 1961 vier weitere Singles veröffentlichte. 1962 folgten zwei Platten für Lenox Records.
Während seiner Zeit als Musiker trieb Miller seine Hochschulausbildung voran. 1961 besuchte er die Stella Adler Studio of Acting, 1962 erreichte er an der American University einen Abschluss in öffentlicher Verwaltung. 1965 bestand er in Lexington ein juristisches Examen, auf das er seine weitere Laufbahn baute. 1972 wurde er für die Republikanische Partei in das Abgeordnetenhaus von Virginia gewählt, dem er bis 1993 angehörte. In diesem Jahr bewarb er sich erfolglos um die Nominierung seiner Partei für die Gouverneurswahlen, die stattdessen an George Allen ging. Bis zu seiner Pensionierung im Jahr 2006 arbeitete er als Richter in der Virginia State Corporation Commission.
Die Musik betrieb er während seiner politischen Karriere nur noch nebenher. 1976 nahm er eine Single auf und erst 1993 stellte er drei Songs auf einer CD zusammen.